# Roland Gregory Austin
Roland Gregory Austin (* 1901; † 10. Mai 1974) war ein britischer Altphilologe.
Nach dem Studium am Balliol College, Oxford, war Austin zunächst Lecturer an der Universität Glasgow, dann Professor für Lateinische Philologie am University College of South Wales and Monmouthshire in Cardiff (1934–1955), zuletzt Professor für Lateinische Philologie an der Universität Liverpool (1954–1968).
Austins Hauptarbeitsgebiet war die Textedition (Cicero, Quintilian, Vergil) und Vergilkommentierung; er gilt als einer der führenden Vergilinterpreten des 20. Jahrhunderts und setzte für lange Zeit den Maßstab für englischsprachige Kommentare zu lateinischen Texten.

## Schriften
Textkritische Editionen mit Kommentar
- Arma. Ediderunt R. G. Austin, W. M. Lindsay. Paris 1926 (Glossaria Latina. vol. 2). – Es handelt sich um das Glossar Arma.
- M. Tulli Ciceronis Pro M. Caelio Oratio. Edited by R. G. Austin. Clarendon Press, Oxford 1933, 2. Aufl. 1952, 3. Aufl. 1960, Nachdr. 1988.
- Quintiliani Institutionis oratoriae liber XII. Edited by R. G. Austin. Oxford 1948.
- P. Vergili Maronis Aeneidos Liber Primus. With a commentary by R. G. Austin. Clarendon Press, Oxford 1971, Neuaufl. 1981, ISBN 0-19-872117-X, Google Bücher (books.google.de)
- P. Vergili Maronis Aeneidos Liber Secundus. With a commentary by R. G. Austin. Clarendon Press, Oxford 1964, Neuaufl. 1980, ISBN 0-19-872106-4. Google Bücher (books.google.de)
- P. Vergili Maronis Aeneidos Liber Quartus. Edited with a commentary by R. G. Austin. Clarendon Press, Oxford 1955, Neuaufl. 1982, ISBN 0-19-872111-0.
- P. Vergili Maronis Aeneidos Liber Sextus. With a commentary by R. G. Austin. Clarendon Press, Oxford 1977, Neuaufl. 1986, ISBN 0-19-872128-5.

Artikel
- Roman Board Games. In: Greece and Rome 1934.
- Greek Board Games. In: Antiquity 14, 1940, S. 257–271. gamesmuseum.uwaterloo.ca